# Warhammer 40,000
Warhammer 40,000 — настольная игра-варгейм, разработанная и издаваемая британской компанией Games Workshop. Действие игры происходит в мрачной технофэнтезийной вымышленной вселенной. Игра была создана Риком Пристли и Энди Чамберсом в 1987 году как переработка в духе научной фантастики более старой настольной игры Warhammer Fantasy. Warhammer Fantasy и Warhammer 40,000 объединяют ряд элементов игровой механики, схожие темы. Для правил Warhammer 40,000 периодически выпускаются дополнения, описывающие новые участвующие стороны или необычные формы проведения игры, к примеру, как осада городов или сражения более многочисленных армий, чем допускаются стандартными правилами. Последняя, десятая редакция основных правил была выпущена в июне 2023 года.
Настольная игра изображает сражения между фракциями вымышленной вселенной с помощью миниатюрных фигурок воинов, чудовищ и боевой техники. Миниатюры игрокам предлагается покупать, склеивать и раскрашивать самостоятельно, вводя в игру по определённым правилам. Перед началом партии игроки избирают сценарий сражения, который может представлять собой как простую схватку между армиями до полного уничтожения одной из сторон, так и военную кампанию — сложный набор регулируемых правилами заданий. Игры, как правило, проходят в специализированных клубах или помещениях при магазинах. В разных странах также проходят крупномасштабные съезды поклонников игры и соревнования.
Действие Warhammer 40,000 происходит в далёком будущем, где несколько враждующих сторон, в том числе Империум Человечества, противостоящие ему инопланетные цивилизации и потусторонние силы, ведут на просторах галактики бесконечную войну, используя как футуристические технологии, так и холодное оружие и магию. Многочисленные художественные книги, публикуемые импринтом Black Library, расширяют и углубляют вымышленную вселенную Warhammer 40,000, рассказывая о её героях и событиях. В течение многих лет существования Warhammer 40,000 в рамках медиафраншизы, объединенной общей вселенной, выпускались и другие произведения, кроме настольной игры и книг — иные настольные и компьютерные игры, анимационный фильм и сериал, музыкальные и иные произведения.

## Настольная игра

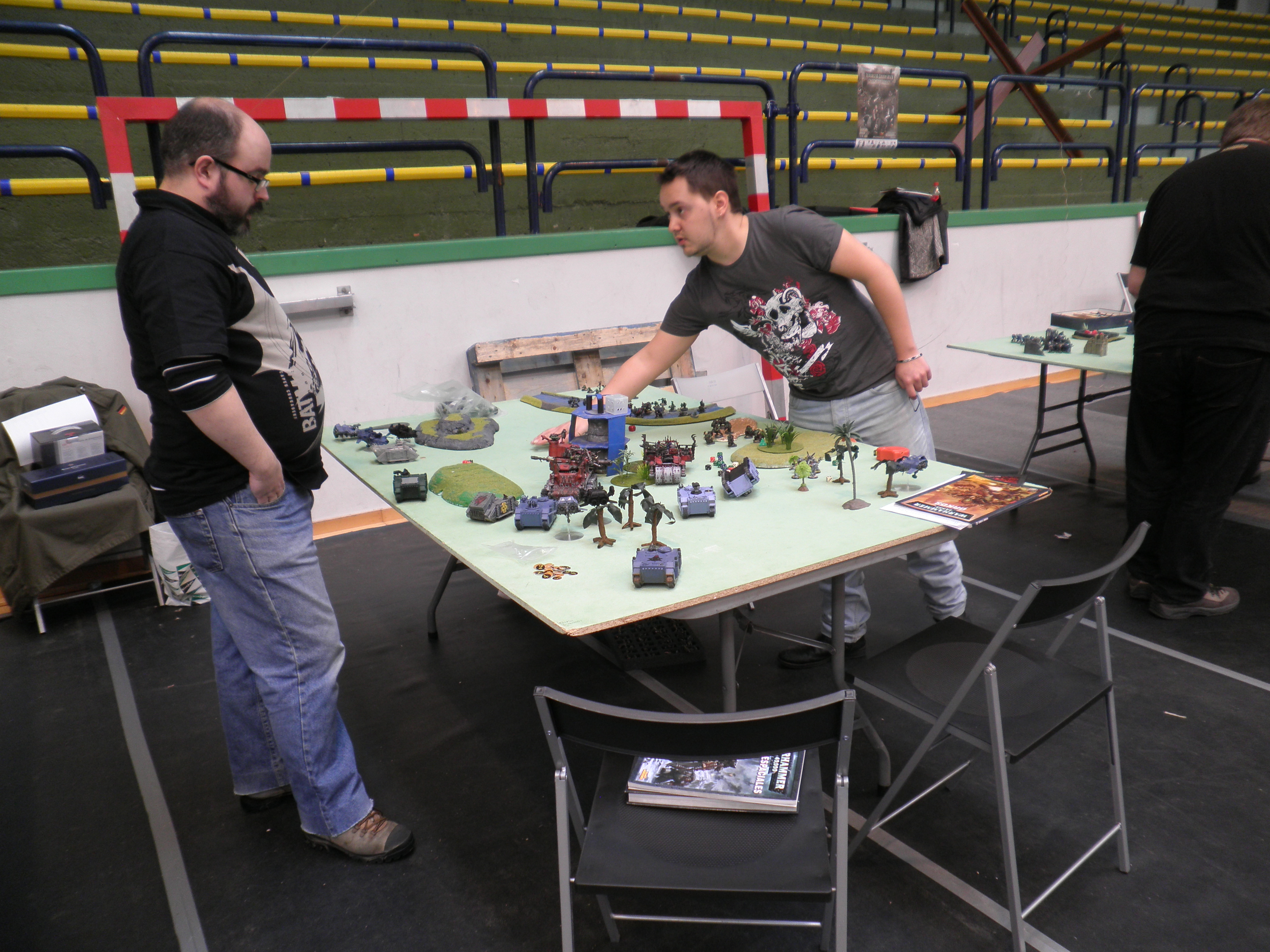
Сражение между двумя игроками на фестивале Topaketa errunikoa в Испании (2012).

Игра представляет собой пошаговую боевую стратегию, с чётко разделёнными фазами хода и элементом случайности (большое число исходов событий определяется броском кубиков — например, попадание из оружия или успешность сотворения магии). В игре используются миниатюры солдат и боевой техники, обычно высотой 28 мм, то есть приблизительно в масштабе 1:64.
Для сражения между игроками армии из миниатюр выставляются на настольном игровом поле, которое может быть дополнено элементами ландшафта. В процессе пошагового сражения игроки поочерёдно передвигают миниатюры по столу, причём размеры миниатюр и фактическое расстояние между ними играют роль в расчёте успеха того или иного действия, определяемого по специальным таблицам и броскам игровых кубиков.
Обычно битвы происходят 1 на 1, однако, если игроков больше двух, то они могут объединяться в команды и играть в союзе, формально, всё же, представляя собой одного игрока. Можно объединяться даже тем игрокам, которые используют вражеские (по сюжету) армии, однако необходимо следовать таблице союзов, которая показывает, с какими армиями может вступить союз каждая фракция. Так, к примеру, Тау охотно согласятся помочь Эльдар (и наоборот), а с Тиранидами никто и никогда не будет сражаться плечом к плечу.
Игра проводится на ровной поверхности, на которой расставляется различный ландшафт — например, руины, укрытия, болота и просто декорации. Перед боем игроки выбирают, на какое количество очков, то есть условных единиц, ограничивающих армию (каждая модель, оружие для неё, транспорт, фортификация и прочие опции армии имеют собственную стоимость в данных очках), проводится игра. На эти очки игроки вольны собирать свою армию практически как угодно (несомненно, существуют специальные правила, ограничивающие количество определённых юнитов в армии). Примеры форматов:
- на 200 очков — специальный формат, играется по правилам Kill Team (с выходом Восьмой редакции правил этот формат был выведен в отдельную игру со своими правилами).
- на 500 очков — Пользуется малой популярностью, поскольку на этот формат игры набрать боеспособную армию крайне трудно (исключение — орки). При таком формате ставят ограничения (например, на уровень брони солдат и техники, запрет сильных юнитов и т. п.), чтобы не было дисбаланса. После выхода 6 редакции данный формат практически прекратили использовать.
- на 750 очков — почти то же самое, что и на 500. С выходом 6 редакции стал более популярным. Чуть большая свобода в выборе юнитов, меньше ограничений, да и понять суть игры на такой формат проще.
- на 1000 очков — первый более-менее «серьёзный» формат игры, однако, всё ещё достаточно мелкий. Ввиду дорогих (в очках) моделей некоторые армии не могут набрать боеспособную армию, или же это затруднительно. Такой армией является, например, Космический Десант. В особенности потерял популярность после выхода 7 редакции.
- на 1250 очков — Первый формат, позволяющий всем расам собрать более или менее боеспособную армию. Отлично подходит как для начала, так и для продолжения обучения новичков, однако собрать армию на такой формат задача уже не столько стратегическая, сколько финансовая.
- на 1850 очков — Самый популярный формат, официально принятый на международном турнире ETC, на правила которого равняются многие турниры. Позволяет взять достаточное количество войск, чтобы продемонстрировать какую-либо явную тактику. В то же время войск достаточно, чтобы игра не была слишком короткой или слишком длинной. Также среди игроков этот формат считается одним из наиболее сбалансированных.
- на 2000 очков — большая игра. Может присутствовать уже большое количество войск. При таком формате хорошо соблюдается баланс, так как стороны могут брать дорогие юниты, которых на малые форматы обычно не берут.

Бои с очень большим количеством (например, 4 тысячи, 8 или даже все 12 тысяч) очков проводятся по правилам Apocalypse. Такие сражения, как говорят игроки — возможность выставить на стол всё, что есть на полке. Хотя, обычно здесь играют огромные титаны и сверхтяжёлая техника. Чтобы сражение не затягивалось на недели (а такое может длится несколько дней), есть специальные правила.
После выбора формата, согласования различных правил или ограничений и составления ростера армии (набора юнитов для конкретно данного сражения), на стол выставляются войска, игроки бросают кубы, чтобы решить различные аспекты сражения, такие как ночь на первый ход, заклинания, которые знают псайкеры, или особенности военачальника, и начинается сражение.
Во время своего хода игроки выполняют различные действия: передвигают миниатюры, отыгрывают их стрельбу и ближний бой, а также совершают некоторые другие действия. Результаты большинства действий зависят от бросков шестигранных кубиков, однако, различные параметры проверяются по-разному — например, результат, необходимый для попадания в ближнем бою определяется путём сравнения по специальной таблице характеристик ближнего боя юнитов, а вот меткость стрельбы зависит только от юнита, совершающего выстрел. Понятия «автоуспех» не существует — во многих случаях единица — это провал. Но и здесь есть свои условности — есть специальные правила, позволяющие перекидывать проваленные броски на определённое действие. В общем, в игре достаточно много мелких аспектов, хотя основные правила достаточно просты — это же нам говорит и книга правил, описывая Warhammer как «easy to play, hard to win» игру (легко играть, трудно выигрывать).

### Коллекционирование
Кроме написания правил игры, Games Workshop владеет компаниями Citadel Miniatures и Forge World, производящими миниатюры для игры Warhammer 40,000.
Некоторые игроки не интересуются игрой, не думают, какой юнит или армия сейчас наиболее сильные, а просто покупают понравившиеся им модели, собирают их в красивых позах, нередко прибегая к скальпелю и специальному составу для лепки — так называемой «зелёнке» (Green Stuff), чтобы сделать что-то уникальное, не предусмотренное в оригинале, оформляют подставку, красят, покрывают лаком и ставят на полку. Нередко такие хоббисты участвуют в крупных конкурсах, например, Golden Demon, или красят миниатюры на заказ.
В одной из встреч с инвесторами осенью 2015 GW заявили, что лишь 20 % их покупателей — игроки, остальные же — это хоббисты. Несмотря на то, что это вызвало негативный отклик в сообществе, данная стратегия имеет место, ведь именно игроки в большинстве своём покупают модели, красят их, собирают по нескольку армий и так далее.
В дополнение к актуальным сериям миниатюр, Games Workshop предоставляет возможность приобрести почтовым заказом модели из серии «Классика», использовавшиеся в старых версиях игры. Это один из способов приобретения моделей, снятых с серийного производства.

### Материалы и конструкция
В самом начале миниатюры производились с использованием так называемого «белого металла» — легкоплавкого сплава с содержанием свинца. В 1987 году Citadel Miniatures начала производство пластиковых моделей, однако продолжила также и производство металлических деталей, так как производство пластиковых деталей экономически целесообразно только для крупных партий. В некоторых моделях используются оба материала — например, металлические туловища и головы с руками, оружием и прочими частями из пластика.
В 1997 году Citadel Miniatures во избежание возможных отравлений детей перестала использовать в литейном сплаве свинец. В июле 2007 года представитель Games Workshop, отвечая на вопросы фанатов, сообщил, что сплав, использующийся для отливки миниатюр сотрудниками GW назван «примархиум» и состоит из олова, сурьмы и небольшого количества меди. Для изготовления форм используется твёрдая резина, схожая с той, из которой изготавливаются автомобильные покрышки. В последнее время металлические модели можно встретить всё реже и реже, и то, в основном, в старых наборах.
Модели должны быть перед игрой собраны и (желательно) покрашены. В некоторых случаях покраска отличает юнитов имеющих одну модель, но различные характеристики. Существуют определённые каноны или, скорее, привычки, связанные с покраской моделей; также это является практически самостоятельным от игры видом хобби. Проводятся престижные конкурсы с призами в нескольких десятках номинаций; модели для Warhammer 40,000 традиционно одни из самых популярных на таких конкурсах вследствие глубины проработки характеров и общей любви игроков и хоббистов к фантастике.

### Стартовые наборы
Начиная с третьей редакции выходят стартовые наборы, включающие две небольшие армии и необходимый минимум правил и игровых принадлежностей.
Стартер четвёртой редакции «Битва за Макраг» включал в себя армии Космического десанта и Тиранидов.
Стартер пятой редакции «Битва за Чёрный Предел» включал в себя армии Космического десанта (Ультрамарины) и Орков.
В 2012 году компания Games Workshop выпустила новый стартовый набор для игры в Warhammer 40,000 под названием «Dark Vengeance» (Тёмная Месть). Этот набор позволял отыграть битвы между Космическими десантниками ордена «Тёмных Ангелов» (Dark Angels chapter) и космических десантников Хаоса (Chaos Space Marines). Набор был выпущен в двух вариантах: ограниченное издание (сейчас недоступно) с эксклюзивной миниатюрой «Капеллана-дознавателя Серафикуса» (Interrogator-Chaplain Seraphicus), а также правилами для него, и обычное издание без данной миниатюры. В этот набор входила маленькая книга правил (гораздо более компактная, чем обычная, поскольку в неё не включена предыстория вселенной, что позволяет сократить число практически в четыре раза, в остальном она идентичная своему большому брату) в мягком переплёте, две небольшие дюймовые линейки, набор кубов, шаблоны и миниатюры. Ничего для сборки или покраски в данный набор не входило.
Стартер восьмой редакции был выпущен в трёх вариантах. «Первый удар» (First Stike), «Не зная страха» (Know no fear) и «Темный Империум» (Dark Imperium). Они отличаются ценой и количеством миниатюр. Включает в себя армии Космического десанта и Гвардии Смерти.

## Вымышленная вселенная
Стиль мира вселенной Warhammer 40,000 близок к футуристически-готическому фэнтези.
Одной из наиболее характерных черт мира является многочисленные аллюзии на известные исторические события и мифы разных времен. Отображаются образы многих народов и культов мира, имеющих древний характер происхождений человеческих обществ и вообще связанных с человечеством. Среди мифологических источников можно назвать мифы древних народов: Греции, Рима, Персии, Скандинавии, Древней Руси, Египта и различные оккультные учения иных народов.
Среди исторических — почти вся история человечества, от древнейших времён и до ещё не наступившего будущего, каким его описывают фантасты.
Другая характерная черта — нарочитая эклектичность. Генетически изменённые суперсолдаты имеют оружие, напоминающее историческое вооружение воинов, бойцов или солдат разных эпох. Сверхсветовые космические корабли соседствуют с паровыми машинами, высокотехнологичное фантастическое оружие — с топорами, мечами и другим холодным оружием. Особенно ярко это заметно по состоянию Империума Человечества, который на момент 40 тысячелетия владеет более чем миллионом планет. По концепции фэнтези-вселенной, большинство этих элементов вооружения: копья, боевые секиры, топоры и мечи, оказываются высокотехнологичным аналогом обычного холодного оружия и поэтому действительно эффективны в бою.
Фантастическим мотивом являются многие элементы: психические измерения, так называемым Имматериумом или Варп-пространством, сверхъестественные способности и психические силы (псайкерство), технологии (генная инженерия и модификация, приспособление и адаптирование, улучшение физиологии к новым сложно переносимым условиям среды и представляющего опасность конфликтного характера, варп-двигатели, хранилища технологических знаний (система Стандартных Шаблонных Конструкций), контакт с другими инопланетными расами и цивилизациями, так называемыми ксеносами (термин, обозначающий «чужой»), и многое другое, представленное в этом спектре.

## История

### Warhammer 40,000: Rogue Trader
Первое издание игры Warhammer 40,000: Rogue Trader (рус. Молот Войны 40,000: Вольный торговец), было опубликовано в 1987 году. Геймдизайнер Рик Пристли создал оригинальный набор правил (на основе второго издания правил Warhammer Fantasy) для игровой вселенной Warhammer 40,000. Эта версия издания, очень подробно, хотя и запутанно объясняла правила игры, которые были направлены на небольшие сражения между игроками. Большая часть состава армии игрока, определялась случайным образом, путём бросания игральной кости. Некоторые элементы сеттинга (болтеры, лазганы, осколочные гранаты, броня Терминатора), можно было увидеть в предыдущих правилах варгейминга, называемых Laserburn (производства ныне не существующей компании, Tabletop Games), которые были придуманы Брайном Анселлом. Потом эти правила были расширены Анселлом и Ричардом Холлиивеллом (оба они были выходцами из Games Workshop), хотя данные правила не считаются предшественниками Rogue Trader (рус. Вольный торговец).
Кроме того, существуют дополнительные материалы, которые постоянно публикуются в журнале White Dwarf (рус. Белый Карлик), в котором описываются правила для новых юнитов и моделей. В конце концов, White Dwarf помогает создать правильные «списки армий», которые можно использовать для создания более крупной и более согласованной боевой армии игрока, чем те, которые даны в основных правилах. Эти статьи время от времени публикуются в виде иллюстраций или дополнительных материалов к новым правилам игры.

### Второе издание (1993)
Второе издание правил игры «Warhammer 40,000», было опубликовано в конце 1993 года, в нём Games Workshop учли некоторые просьбы фанатов. Это новое издание правил для игры было сделано под руководством Энди Чамберса. Второе издание было выпущено в коробочном издании, которое включало в себя миниатюрные фигурки Космодесантников и Орков, декорации, игральные кости, а также основные правила. Позже был выпущен дополнительный набор, который получил название Dark Millennium (рус. Тёмное тысячелетие), основными нововведениями которого были правила использования психических атак и повышенное уделение внимания к «специальным характеристикам», которые открывали доступ к новому оборудованию и способностям, помимо тех, которые были даны в оригинале (в первоначальном издании было три «героических» черты для каждой армии: чемпион, малый и великий герой).

### Третье издание (1998)
Третье издание игры было выпущено в 1998 году, и, как и второе издание, оно было направлено на улучшение правил для крупных сражений. Это издание было гораздо проще в освоении, так как менее подробно рассматривало характеристики способностей. Книга правил была доступна как в одиночном, так и коробочном издании, включавшем в себя фигурки Космических десантников и совершенно новую фракцию Тёмных Эльдар. Также была принята система «кодексов» для каждой фракции, которые более подробно описывали характеристики юнитов.
К концу третьего издания было введено четыре новых кодекса: для двух армий ксеносов (то есть чужих), Некронов и Тау, и для двух армий инквизиции — Ордо Маллеус (они же Охотники на демонов) и Ордо Еретикус (Охотники на ведьм). Элементы последних двух армий ранее появлялись в дополнительных материалах (таких как Realm of Chaos и Кодекс: Сёстры битвы). Расу Тау решили выпустить из-за роста её популярности в США.

### Четвёртое издание (2004)
Редакция основывается на 3-й. Правила очень похожи, но проделана работа по упорядочиванию и внесению баланса. Были выпущены кодексы ко всем армиям, созданным по единому стандарту (до этого мог наблюдаться разнобой). Игра стала более ориентированной на нанесение боевого урона армии противника.

### Пятое издание (2008)
По сравнению с 4-й редакцией были сделаны большие изменения, но основа правил осталась та же. Кодексы 4-й редакции оставались действующими до выхода новых кодексов для 5-й редакции. Оставлен только один способ измерения укрытий — «True LoS» (вместо абстрактного укрытия, стала применяться реальная видимость цели). Появились новые тактические возможности — бег и залегание. Вместо игры на уничтожение врага введены миссии и киллпойнты (от англ. Kill Point — очки убийств) — теперь игроки должны были следить за выполнением задания и сохранностью подразделений. Урон, наносимый технике, был упрощён и уменьшен. Также танки стали способны таранить вражескую технику и давить пехоту врагов. Всё это сделало более популярным использование техники в игре, чем в предыдущей редакции. Как и раньше, основное внимание уделялось силам Империума — Космическому Десанту и Имперской Гвардии.

### Шестое издание (2012)
Шестая редакция правил Warhammer 40,000 была выпущена в 2012 году. В этой редакции добавлены правила на летательные аппараты, магия стала более самостоятельной, появилась возможность играть сразу двумя фракциям через систему союзников, техника получила «очки жизней» (hull points), командирам дали возможность вызывать оппонента на поединок (прямо посреди сражения). Также, появилась возможность играть сверхтяжёлой техникой на обычных форматах игры.

### Седьмое издание (2014)
Седьмая редакция правил Warhammer 40,000 была выпущена в 2014 году. Как и всегда, в ней были изменены правила, часть истории вселенной и прочее. Началось масштабное обновление кодексов различных армий — в частности, это «застрявшие» в пятой редакции армии или дополнения. Серьёзно была переработана магия — теперь для неё есть отдельная фаза хода и в битве она играет очень большую роль. Изменены цели битвы — теперь они делятся на две группы — Вечная война (англ. Eternal War), и Водоворот Войны (англ. Maelstrom Of War); В начале битвы игроки случайным образом выбирают по одной миссии из каждой группы.

### Восьмое издание (2017)
Восьмая редакция правил Warhammer 40,000 была выпущена в 2017 году. Произошло существенное упрощение правил, убраны многие элементы игровой механики. Был произведён отказ от системы, отображающей различное бронирование разных сторон техники, а также возможность выведения из строя её отдельных модулей. Из игры были удалены шаблоны, отображающие стрельбу некоторых видов стрелкового оружия, система дуэлей у персонажей и сержантов, возможность присоединения независимых персонажей к пехотным отрядам, параметр инициативы и многое другое. Снова была серьёзно переработана магия — были удалены все общие школы психосил, вместо них осталось общее стрелковое заклинание. Однако у каждой фракции, имеющей псайкеров в армии, сохранилась собственная школа. Были введены новые подфракции Гвардия Смерти и Тысяча Сынов, для Космического десанта появились новые миниатюры — Примарисы. Также была изменена система набора армии.
Несмотря на все произведённые упрощения, сложности с трактовкой некоторых правил никуда не делись, а лишь приобрели иные формы (например, не объясняется, учитывать ли при наличии у оружия режима перегрева модификаторы броска). Это привело к тому, что Games Workshop пришлось в день релиза новой редакции выпустить FAQ, который хоть и решил некоторые неточные моменты, но добавил новых (Теперь оружие, которое имеет правило перегрева, может с большим шансом взорваться в руках у носителя в зависимости от того, есть ли у цели стрелка специальное правило, которое понижает шанс попадания по ней). Различные FAQ выпускаются с периодичностью два раза в год. Кроме того, были временно упразднены кодексы фракций, которые на старте новой редакции заменены на пять индексов: два из них описывают войска Империума, два описывают фракции чужих, и последний описывает силы Хаоса. В течение последующих лет кодексы многих игровых фракций получили переиздания.

### Девятое издание (2020)
Девятая редакция правил Warhammer 40,000 была выпущена в 2020 году. Был изменён логотип (впервые за 22 года). Девятое издание не является полной заменой восьмого — кодексы, дополнения и правила серии Psychic Awakening, выпущенные для восьмого издания, совместимы и с девятым.
Девятое издание представлено четырьмя новыми стартовыми наборами: Индомитус (ограниченный выпуск, приуроченый к выходу издания), Рекрут, Элита и Командир. В этих наборах представлены обновленный дизайн и новые юниты Некронов и Космодесанта.

### Десятое издание (2023)
Десятая редакция правил Warhammer 40,000 вышла летом 2023 года. Вместе с выходом были полностью переписаны правила, изменены карточки юнитов и их характеристик. Для того, чтобы все фракции могли сразу играть, не дожидаясь выхода кодексов были выпущены индексы с новыми характеристиками.
Десятое издание так же было представлено четырьмя новыми стартовыми наборами: Leviathan (ограниченный выпуск, приуроченый к выходу издания), Ultimate Starter Set (часть армий из Leviathan, а так же игровой террейн), Starter Set (отличается от Ultimate отсутствием террейн и либрария в терминаторской броне) и Introductory Set (по одному отряду с каждой стороны, а так же 5 баночек краски и кисть). Стартовой тематикой 10ой редакции стало противостояние фракций Космодесанта и Тиранидов.

## Книги
На протяжении всей истории настольной игры Games Workshop также выпускала художественные произведения — рассказы, повести и романы, объединённые с настольной игрой общей вселенной. Games Workshop на протяжении своей истории выпускала несколько журналов, как White Dwarf и Inferno! — в них публиковались рассказы и повести. С 1997 года книги по вселенной Warhammer выпускаются созданным Games Workshop импринтом Black Library.
- Цикл истории времен Великого Крестового Похода человечества «Ересь Хоруса»
- Циклы книг про инквизиторов Эйзенхорна и Рейвенора
- Цикл «Кровавые Ангелы» Джеймса Сваллоу
- Цикл «Железные Воины» и «Forge Of Mars»
- Цикл «Adeptus Mechanicus»
- Цикл «Кровь Асахейма» Крис Райт
- Цикл « Horus Heresy: The Primarchs»
- Цикл «Космический волк»
- Цикл «Лорд Солар Махариус»
- Цикл книг про комиссара Каина и «Тёмная Ересь»
- Цикл книг «Призраки Гаунта»
- Циклы книг Бена Каунтера
- Цикл «Сражения Космического Десанта»
- и др.

## Комиксы
- «Black Bone Road» (цикл «Орден Ультрамаринов»), Грэм Макнилл
- «Защитники Ультрамара» (Defenders of Ultramar) (цикл «Орден Ультрамаринов») Грэм Макнилл
- «The Emperor Protects» (2002) (цикл «Призраки Гаунта»), Дэн Абнетт
- «Blood Quest: Eye of Terror Trilogy», Ренни Гордон, Колин Макнил (включает в себя Book One, Book Two и Book Three)
- «Ужас смерти» (The Terror of Death) Wayne Zalken & Logan Lubera
- «Kal Jerico», Ренни Гордон
- «Deff Skwadron», Ренни Гордон
- «Damnation Crusade», Дэн Абнетт
- «Честь Макрэйджа» (Macragge’s Honour) (цикл «Ересь Хоруса»), Дэн Абнетт и Нэйл Робертс

## Настольные игры
- Forbidden Stars
- Space Crusade
- Battlefleet Gothic
- Aeronautica Imperialis
- Epic[англ.]
- Inquisitor
- Necromunda
- GorkaMorka
- Space Hulk
- Warhammer 40,000 Roleplay
- Dark Heresy
- Rogue Trader
- Deathwatch
- Lost Patrol
- Warhammer 40,000 Execution Force
- Relic

## Карточные игры
- Warhammer 40,000 CCG
- Warhammer 40,000: Ересь Хоруса
- Warhammer 40,000: Dark Millenium

## Фильмы и сериалы
- Ультрамарины: Фильм[10] (2010)
- Сериал «Ангелы Смерти» («Angels of Death») (2021, 1 Сезон)[11]
- Мини-Сериал «Молот и Болтер» («Hammer and Bolter») (2021, 1 Сезон)[12]
- Мини-Сериал «Десятины» («The Titnes») (2024, 1 Сезон)

В декабре 2022 г. Amazon купила права на экранизацию франшизы, исполнительным продюсером выступит Генри Кавилл, студией — Vertigo Entertainment.

## Комментарии
1. ↑  Также сокращается как Warhammer 40K, WH40K.